# إدوين سالازار
إدوين سالازار (بالإسبانية: Edwin Salazar)‏ (6 أغسطس 1991 بكولومبيا - ) هو لاعب كرة قدم كولومبي في مركز الهجوم.

## وصلات خارجية
- إدوين سالازار على موقع قاعدة بيانات كرة القدم.إي يو (الإنجليزية)
- إدوين سالازار على موقع Soccerway.com (الإنجليزية)
- إدوين سالازار على موقع عالم كرة القدم.نت (الإنجليزية)